# Cafarnao - Caos e miracoli
Cafarnao - Caos e miracoli (Capharnaüm, in arabo کفرناحوم) è un film del 2018 diretto da Nadine Labaki.

## Trama
Zain El Hajj, un dodicenne cresciuto in un quartiere povero di Beirut, sta scontando una pena detentiva di cinque anni nel carcere di Roumieh per aver pugnalato un uomo. I suoi genitori non conoscono la sua età in quanto non hanno mai ricevuto un certificato ufficiale. Il ragazzino ha avviato una causa legale contro di loro per averlo messo al mondo, condannandolo così a una vita miserabile. Nel frattempo, le autorità libanesi processano un gruppo di lavoratrici migranti illegali, tra cui una giovane donna etiope di nome Rahil. Il processo è l'occasione per ripercorrere la storia di Zain, diversi mesi prima di essere arrestato.
Durante il giorno, Zain utilizza ricette mediche contraffatte per acquistare del tramadolo da più farmacie. Insieme a sua sorella Sahar riduce le pillole in polvere, immergendola poi nei vestiti che vengono venduti ai tossicodipendenti. Lavora anche come fattorino per Assadd, proprietario dell'appartamento dove vive e gestore di un negozio di alimentari. Una mattina, Zain scopre che Sahar ha avuto il menarca e l'aiuta a nascondere le prove, credendo che, se i suoi genitori dovessero scoprirlo, verrà data in sposa ad Assadd. Zain fa progetti per fuggire con Sahar e iniziare una nuova vita.
Dopo aver assistito a come la sua famiglia dia il consenso al matrimonio, furioso, scappa di casa e prende un autobus, dove fa la conoscenza di un uomo anziano vestito con un costume da Spider-Man, che si fa chiamare "L'uomo scarafaggio". Quest'ultimo, sceso dall'autobus, si dirige a un parco di divertimenti e Zain lo segue, trascorrendo il resto della giornata al parco. Zain fa poi la conoscenza di Rahil, un'inserviente che lavora nel parco. La donna, che prova pietà dalla situazione in cui si trova Zain, accetta di lasciare che lui viva nella sua baracca, e in cambio faccia da babysitter al figlio, Yonas, quando è al lavoro.
I documenti d'identità falsi di Rahil stanno per scadere, e non ha abbastanza soldi per pagare il suo falsario Aspro per averne dei nuovi. Aspro si offre di falsificare gratuitamente i documenti se lei gli dà in cambio Yonas, in modo che possa essere adottato. Rahil però si rifiuta, nonostante gli avvertimenti di Aspro secondo cui lo stato non documentato di Yonas significherà che non potrà mai ricevere un'istruzione o essere identificato. I documenti scadono e Rahil viene arrestata dalle autorità libanesi. Diverse ore dopo, Zain va nel panico non vedendola tornare. Passano diversi giorni e, arresosi, pensa che Rahil abbia abbandonato suo figlio, cosi come i suoi genitori hanno abbandonato Sahar. Inizia cosi a prendersi cura del bambino da solo, sostenendo di essere suo fratello, e inizia a vendere di nuovo il tramadolo per guadagnare denaro.
Un giorno, mentre si trova al sud della città intento a vendere delle pentole, Zain incontra una ragazzina di nome Maysoun, una rifugiata siriana che gli dice che Aspro le dà la possibilità di fuggire in Svezia. Zain chiede anch'egli ad Aspro la possibilità di fuggire in Svezia. L'uomo acconsente solo se gli consegnerà Yonas. Zain accetta con riluttanza, e Aspro gli dice che avrà bisogno di una qualche forma di identificazione per diventare un rifugiato. Ritornato a casa dai suoi genitori, Zain chiede loro il suo documento d'identità, ma loro per tutta risposta gli dicono che lui non ha mai avuto un documento. Dopo averlo rinnegato per essere scappato, lo cacciano fuori di casa, ma non prima di rivelargli che la sorella Sahar è morta per un aborto spontaneo. Furioso, Zain prende un coltello e corre a pugnalare Assadd. In seguito viene arrestato e trasferito nel carcere di Roumieh.
In prigione, Zain scopre che sua madre è nuovamente incinta e pensa di chiamare il nascituro Sahar. Disgustato dalla mancanza di rimorso per la morte della figlia, contatta i media dicendo di essere stanco dei genitori che trascurano i loro figli e progetta di citare in giudizio i suoi per continuare ad avere figli pur non avendo la capacità di prendersene cura. Zain inoltre sostiene che Aspro sta adottando bambini illegalmente e li maltratta. Le autorità fanno cosi irruzione in casa di Aspro e riportano i bambini, compreso Yonas, dai loro genitori. Zain riesce ad avere finalmente una foto per la sua carta d'identità. Sebbene all'inizio lo trovi difficile, alla fine riesce a sorridere e il film finisce proprio con la sua immagine sorridente.

## Produzione
Il film è stato prodotto con un budget di $ 4 milioni. Il produttore Khaled Mouzanar ha stipulato un'ipoteca sulla sua casa per aumentare il budget. Zain Al Rafeea , l'attore protagonista, era un vero rifugiato siriano che viveva nei bassifondi di Beirut dal 2012. Aveva 12 anni durante la produzione del film. Il protagonista, Zain, prende il nome proprio da lui. Molti degli altri attori erano stati presi dalla strada della città, tanto che la regista Labaki li ha descritti come necessari, perché voleva "una vera lotta su quel grande schermo". Zain Al Rafeea ha contribuito a modellare il dialogo del film, attingendo alle sue esperienze di rifugiato proveniente da una baraccopoli.
Sebbene Labaki sia anche essa un'attrice, si è data solo un piccolo ruolo, preferendo che gli attori fossero più realistici e che attingessero dalle proprie esperienze di vita. Le riprese sono durate sei mesi nella città di Beirut.

## Distribuzione
Il film è stato presentato in concorso al Festival di Cannes il 17 maggio 2018, per poi essere distribuito nelle sale libanesi il 20 settembre 2018. In Italia è stato distribuito l'11 aprile 2019.

## Accoglienza

### Risposta critica
Il film di Nadine Labaki, ha accumulato titoli e riconoscimenti all'interno della regione ed è stato inserito nella lista di The Guardian dei "100 migliori film del 21º secolo". Grazie al grande successo del film, Nadine Labaki è stata la prima donna araba ad essere stata candidata a un Golden Globe. "Nadine Labaki si stava già godendo la meritata fama d'attrice, prima di passare dietro la macchina da presa e, con sole due regie, diventare rapidamente la più famosa autrice del mondo arabo". (Fabio Secchi Frau).
Ben quindici minuti di standing ovation hanno seguito l'anteprima al Festival di Cannes, che le ha conferito anche i Premi della Giuria e della Giuria Ecumenica. Le Nazioni Unite lo hanno definito "ispiratore". Oprah Winfrey l'ha lodato e raccomandato ai suoi followers su Twitter. Il Ministro degli Esteri libanese, Gebran Bassil, ha dichiarato che il film si è fatto portatore di un "tocco" che è vera poesia nell'industria cinematografica internazionale (fonte mymovies).
Cafarnao ha una valutazione di approvazione del 90% sulla base delle recensioni di 164 critici su Rotten Tomatoes con una valutazione media di 7,89 / 10. Il consenso dei critici del sito web recita: " Cafarnao colpisce duramente, ma premia gli spettatori con un quadro intelligente, compassionevole e alla fine commovente delle vite in bilico". Su Metacritic , il film ha un punteggio medio ponderato di 75 su 100 sulla base delle recensioni di 33 critici, che indicano "recensioni generalmente favorevoli". AO Scott del New York Times lo ha classificato come il nono film migliore del 2018, scrivendo a proposito del film che "il naturalismo incontra il melodramma in questa storia straziante e frenetica delle avventure di un ragazzo perduto nelle baraccopoli di Beirut" .

### Box office
Il film ha incassato ben 68583867 $ in tutto il mondo, contro un budget di produzione di $ 4 milioni, diventando il film arabo con il maggior incasso e il film mediorientale con il maggior incasso di tutti i tempi.

## Riconoscimenti
- 2019 - Premio Oscar
  - Candidatura per miglior film straniero
- 2019 - Golden Globe
  - Candidatura per il miglior film straniero
- 2019 - British Academy of Film and Television Arts
  - Candidatura per il miglior film straniero
- 2018 - Festival di Cannes
  - Premio della giuria
  - Premio della giuria ecumenica
  - In competizione per la Palma d'oro
- 2018 - British Independent Film Awards[2]
  - Candidatura per il miglior film indipendente internazionale
- 2019 - Premio César
  - Candidatura per il miglior film straniero